# Phavaraea dilatata
Phavaraea dilatata là một loài bướm đêm thuộc họ Notodontidae. Nó được tìm thấy từ Guyane thuộc Pháp và đông nam Brasil.